# إشفيرياوية
الإشفيرياوية (الاسم العلمي: Echeverieae) هي قبيلة من النباتات تتبع فصيلة الكرسولية من الرتبة كاسرات الحجر.

## أجناس الإشفيراوية
- الإشفيرية